# Loivre
Loivre és un municipi francès, situat al departament del Marne i a la regió del Gran Est. L'any 2007 tenia 1.129 habitants.

## Demografia

### Població
El 2007 la població de fet de Loivre era de 1.129 persones. Hi havia 413 famílies, de les quals 64 eren unipersonals (24 homes vivint sols i 40 dones vivint soles), 124 parelles sense fills, 197 parelles amb fills i 28 famílies monoparentals amb fills.
La població ha evolucionat segons el següent gràfic:
Habitants censats

### Habitatges
El 2007 hi havia 425 habitatges, 410 eren l'habitatge principal de la família, 2 eren segones residències i 13 estaven desocupats. 418 eren cases i 7 eren apartaments. Dels 410 habitatges principals, 342 estaven ocupats pels seus propietaris, 58 estaven llogats i ocupats pels llogaters i 10 estaven cedits a títol gratuït; 6 tenien dues cambres, 21 en tenien tres, 103 en tenien quatre i 280 en tenien cinc o més. 354 habitatges disposaven pel capbaix d'una plaça de pàrquing. A 134 habitatges hi havia un automòbil i a 249 n'hi havia dos o més.

### Piràmide de població
La piràmide de població per edats i sexe el 2009 era:
| Homes | Edats   | Dones |
| ----- | ------- | ----- |
| 0     | 95 o +  | 0     |
| 0     | 90 a 94 | 0     |
| 0     | 85 a 89 | 4     |
| 4     | 80 a 84 | 4     |
| 8     | 75 a 79 | 8     |
| 8     | 70 a 74 | 4     |
| 24    | 65 a 69 | 16    |
| 20    | 60 a 64 | 36    |
| 4     | 55 a 59 | 24    |
| 36    | 50 a 54 | 20    |
| 48    | 45 a 49 | 36    |
| 44    | 40 a 44 | 44    |
| 84    | 35 a 39 | 76    |
| 32    | 30 a 34 | 60    |
| 8     | 25 a 29 | 28    |
| 8     | 20 a 24 | 20    |
| 48    | 15 a 19 | 44    |
| 48    | 10 a 14 | 52    |
| 48    | 5 a 9   | 52    |
| 20    | 0 a 4   | 48    |

## Economia
El 2007 la població en edat de treballar era de 771 persones, 584 eren actives i 187 eren inactives. De les 584 persones actives 543 estaven ocupades (293 homes i 250 dones) i 41 estaven aturades (13 homes i 28 dones). De les 187 persones inactives 61 estaven jubilades, 74 estaven estudiant i 52 estaven classificades com a «altres inactius».

### Ingressos
El 2009 a Loivre hi havia 413 unitats fiscals que integraven 1.136,5 persones, la mediana anual d'ingressos fiscals per persona era de 21.382 €.

### Activitats econòmiques
Dels 29 establiments que hi havia el 2007, 2 eren d'empreses extractives, 1 d'una empresa alimentària, 1 d'una empresa de fabricació d'elements pel transport, 1 d'una empresa de fabricació d'altres productes industrials, 7 d'empreses de construcció, 2 d'empreses de comerç i reparació d'automòbils, 8 d'empreses de transport, 1 d'una empresa d'hostatgeria i restauració, 2 d'empreses immobiliàries, 1 d'una empresa de serveis i 3 d'empreses classificades com a «altres activitats de serveis».
Dels 12 establiments de servei als particulars que hi havia el 2009, 1 era una gendarmeria, 1 taller de reparació d'automòbils i de material agrícola, 2 paletes, 1 guixaire pintor, 1 fusteria, 2 electricistes, 2 perruqueries, 1 restaurant i 1 saló de bellesa.
L'únic establiment comercial que hi havia el 2009 era una fleca.
L'any 2000 a Loivre hi havia 9 explotacions agrícoles.

## Equipaments sanitaris i escolars
El 2009 hi havia 1 escola maternal i 1 escola elemental.

## Poblacions més properes
El següent diagrama mostra les poblacions més properes.